# IHF-Weltrangliste
Die IHF-Weltrangliste (engl. IHF Ranking) war eine von der Internationalen Handballföderation (IHF) herausgegebene Rangliste („Ranking Table“) von Handball-Nationalverbänden. Es wurden neben Ergebnissen der Männer und Frauen auch die der Junioren- und Jugendmannschaften sowie im Beachhandball einbezogen. Die Kriterien zur Ermittlung der Punktzahlen wurden nicht veröffentlicht. Im Jahr 2019 war die Rangliste bereits seit mehreren Jahren nicht mehr aktualisiert worden und wurde schließlich auch nicht mehr veröffentlicht.

## Top 20 der letzten IHF-Rangliste
Diese Liste kombinierte die Einzellisten des IHF und fasste die Ranglisten der Frauen-, Männer- und Jugendmannschaften zusammen.
| Pos | Verband (Nation)  | Punkte |
| --- | ----------------- | ------ |
| 1.  | DHB (Deutschland) | 1459   |
| 2.  | HUR (Russland)    | 1234   |
| 3.  | DHF (Dänemark)    | 1178   |
| 4.  | MKSZ (Ungarn)     | 888    |
| 5.  | SHF (Schweden)    | 881    |
| 6.  | RSS (Serbien)     | 875    |
| 7.  | FFHB (Frankreich) | 811    |
| 8.  | RFEBM (Spanien)   | 754    |
| 9.  | FRH (Rumänien)    | 734    |
| 10. | NHF (Norwegen)    | 662    |
| 11. | HRS (Kroatien)    | 494    |
| 12. | CBH (Brasilien)   | 467    |
| 13. | ZPRP (Polen)      | 451    |
| 14. | EHF (Ägypten)     | 355    |
| 15. | ÖHB (Österreich)  | 293    |
| 16. | CSH (Tschechien)  | 278    |
| 17. | HSÍ (Island)      | 274    |
| 18. | SZH (Slowakei)    | 247    |
| 19. | SHV (Schweiz)     | 238    |
| 20. | JHA (Japan)       | 238    |

## Top 15 der letzten IHF-Rangliste der Männer
| Pos | Verband (Nation)  | Punkte |
| --- | ----------------- | ------ |
| 1.  | DHB (Deutschland) | 313    |
| 2.  | SHF (Schweden)    | 244    |
| 3.  | DHF (Dänemark)    | 211    |
| 4.  | HUR (Russland)    | 201    |
| 5.  | FFHB (Frankreich) | 194    |
| 6.  | RSS (Serbien)     | 177    |
| 7.  | RFEBM (Spanien)   | 165    |
| 8.  | MKSZ (Ungarn)     | 147    |
| 9.  | FRH (Rumänien)    | 134    |
| 10. | HRS (Kroatien)    | 119    |
| 11. | ZPRP (Polen)      | 115    |
| 12. | HSÍ (Island)      | 97     |
| 13. | CSH (Tschechien)  | 87,5   |
| 14. | SZH (Slowakei)    | 68,5   |
| 15. | EHF (Ägypten)     | 65     |